# Ivan Iegórovitx Popov
Ivan Iegórovitx Popov   (Txerkessk, 1859 - 1917), rus: Иван Егорович Попов, fou un compositor rus.
Estudià a l'escola filharmònica de Moscou, i fou director de l'Escola de la Societat Imperial de Música de Stàvropol des de 1900.
Entre les seves composicions, hi figuren: una Simfonia, Rapsòdia armènia, Suite oriental, Danses espanyoles, un poema simfònic, una obertura per a Ivan el terrible, i un Andante religioso per a orquestra d'arc, arpa i harmònium.